# Ганешти (Васлуј)
Ганешти (рум. Gănești) насеље је у Румунији у округу Васлуј у општини Боцешти. Oпштина се налази на надморској висини од 241 m.

## Становништво
Према подацима из 2002. године у насељу је живело 67 становника, од којих су сви румунске националности.